# Dienogest
El Dienogest (DNG) es un fármaco derivado de la 19-nortestosterona, indicado como anticonceptivo oral, cuando se administra junto con el etinilestradiol. Tiene efectos antiandrogénicos. Además, se emplea en la terapia hormonal para la menopausia y en el manejo de la metrorragia. Este medicamento está disponible tanto en su forma pura como en combinación con estrógenos, y se administra por vía oral. También está indicado para aliviar los síntomas de la endometriosis y regular el ciclo menstrual. 

## Historia
El dienogest fue sintetizado en 1979 en Jena, Alemania, bajo la dirección del Prof. Kurt Ponsold, inicialmente conocido como STS 557, que demostró una actividad farmacológica diez veces mayor que la del levonorgestrel. En 1995, fue fabricada por Jenapharm la primera píldora anticonceptiva que contenía dienogest, conocida como Valette.

## Farmacocinética

### Vías de administración
1. Vía oral,

En forma farmacéutica de comprimido 

### Absorción
El dienogest es un medicamento lipofílico, que se absorbe rápidamente y casi por completo en el intestino delgado, por difusión pasiva.  La biodisponibilidad es de aproximadamente el 90%.

### Distribución
Se une a la albúmina en un 90%. El volumen aparente de distribución del dienogest es de aproximadamente 40 litros. La concentración máxima (Cmax) se alcanza 2 horas después de la administración del medicamento. 

### Metabolismo y metabolitos
El hígado la degrada en metabolitos por el sistema de Citocromo P450: 
- CYP3A4: Está involucrada en la oxidación del dienogest a metabolitos hidroxilados inactivos.[1]

### Excreción
Se excreta predominantemente en forma de metabolitos inactivos por orina; y en menor medida, en heces.
La vida media es alrededor de 7.5 a 8.9 horas. Sin embargo, la eliminación se da rápidamente en la orina en las primeras 24 horas después de la administración. El dienogest inalterado se  reabsorbe en el túbulo contorneado distal.

## Farmacodinamia

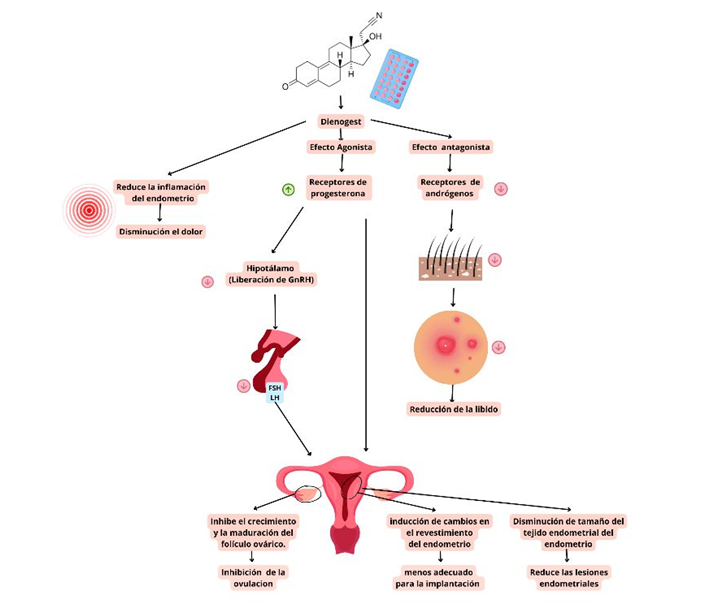
Figura 1. Mecanismo de acción.El dienogest actúa principalmente sobre los receptores de progesterona, inhibiendo la producción de gonadotropinas y reduciendo la ovulación y la producción de estrógenos. Esto provoca una transformación secretora del endometrio, que lo hace menos propenso a la implantación del embrión (blastocisto) y reduciendo la proliferación de las células endometriales. Además, el dienogest tiene un efecto antagonista leve sobre los receptores de andrógenos.

### Mecanismo de acción
El dienogest se une a los receptores de progesterona en el endometrio, donde actúa como un agonista parcial. Esto reduce la proliferación celular y provoca la atrofia del tejido endometrial. Además, el dienogest disminuye la producción de estrógenos al suprimir la liberación de gonadotropinas desde la hipófisis, lo que reduce la estimulación de los ovarios. También tiene propiedades antiandrogénicas leves, lo que ayuda a minimizar los efectos secundarios relacionados con otros progestágenos más fuertes.

### Efectos farmacológicos
- Inhibición de la ovulación: El dienogest actúa sobre el eje hipotálamo-hipófisis-ovario, inhibiendo la liberación de las gonadotropinas (hormona luteinizante y hormona foliculoestimulante), lo que a su vez impide la ovulación.[8][5]
- Modificación del endometrio: El dienogest induce cambios en el endometrio, que lo hace menos adecuado para la implantación del óvulo fecundado. Esto es especialmente útil en el tratamiento de la endometriosis, ya que reduce el crecimiento y la actividad de los implantes endometriales ectópicos.[8][5]
- Efectos antiandrogénicos: Aunque no es su principal uso, el dienogest tiene propiedades antiandrogénicas que pueden ayudar a reducir los síntomas de condiciones como el acné y el hirsutismo.[8][5]

- Efectos antiinflamatorios: El dienogest reduce la producción de prostaglandinas y otros mediadores inflamatorios, lo que contribuye a aliviar el dolor asociado con la endometriosis.[8][5]

### Interacciones
| Fármacos que interaccionan con Dienogest                                                 | |
| Fármaco                                                                                  | Resultados de la interacción |
| Inductores de CYP3A4 (rifampicina, fenitoína, fenobarbital, carbamazepina)               | Pueden disminuir la concentración plasmática del dienogest.                                                                             |
| Inhibidores potentes de CYP3A4 (ketoconazol, itraconazol, telitromicina, claritromicina) | Pueden aumentar la concentración plasmática del dienogest.                                                                              |
| salbutamol                                                                               | puede disminuir la tasa de excreción de dienogest, lo que podría dar como resultado un nivel sérico más alto.                           |
| Dopamina                                                                                 | La dopamina puede disminuir la tasa de excreción de dienogest, lo que podría dar como resultado un nivel sérico más alto.               |
| Cumarina                                                                                 | El riesgo o la gravedad de los efectos adversos pueden aumentar cuando Dienogest se combina con cumarina.                               |
| aceclofenaco                                                                             | Aceclofenaco puede disminuir la tasa de excreción de dienogest, lo que podría dar como resultado un nivel sérico más alto.              |
| Paracetamol                                                                              | El metabolismo de dienogest puede aumentar cuando se combina con acetaminofén.                                                          |
| Ácido acetilsalicílico                                                                   | El ácido acetilsalicílico puede disminuir la tasa de excreción de dienogest, lo que podría dar como resultado un nivel sérico más alto. |
| Alcohol de bencilo                                                                       | El riesgo o la gravedad de la metahemoglobinemia pueden aumentar cuando Dienogest se combina con alcohol bencílico.                     |

## Interacciones alimentarias del dienogest
Es importante evitar el consumo de la toronja, ya que inhibe el metabolismo del dienogest a través de la enzima CYP3A4, lo que puede aumentar su concentración en la sangre. Del mismo modo, se debe evitar la hierba de San Juan, ya que esta induce el metabolismo del dienogest mediante la misma enzima, lo que puede reducir su concentración sérica. Para asegurar la eficacia del tratamiento, es recomendable tomar el dienogest a la misma hora todos los días. 

## Uso clínico
El dienogest es un progestágeno sintético utilizado principalmente en el tratamiento de la endometriosis, hemorragia uterina anormal, anticoncepción combinada, síndrome de ovario poliquístico e hiperplasia endometrial. También puede emplearse en casos de acné resistente, actuando como un anti-andrógeno débil al bloquear los receptores de andrógenos y reducir la producción de sebo. 

### Indicación 01
Endometriosis, se utiliza para ayudar a reducir el crecimiento del tejido endometrial ectópico y a aliviar el dolor.

### Indicación 02
Hemorragias uterinas anormales, que pueden incluir menorragia o metrorragia. Ayuda a regular el ciclo menstrual y a reducir el sangrado excesivo.

### Indicación 03
Anticonceptivo oral, combinado con etinilestradiol, que ayuda a prevenir el embarazo al inhibir la ovulación, espesar el moco cervical y alterar el endometrio para impedir la implantación.

### Indicación 04
Síndrome de ovario poliquístico, para regular los ciclos menstruales y reducir los síntomas relacionados con el exceso de andrógenos.

### Indicación 05
Hiperplasia endometrial, que ayuda a reducir la proliferación del tejido endometrial.

### Indicación 06
Acné resistente a otros tratamientos en mujeres, incluidas aquellas con síntomas de hiperandrogenismo.

## Efectos adversos

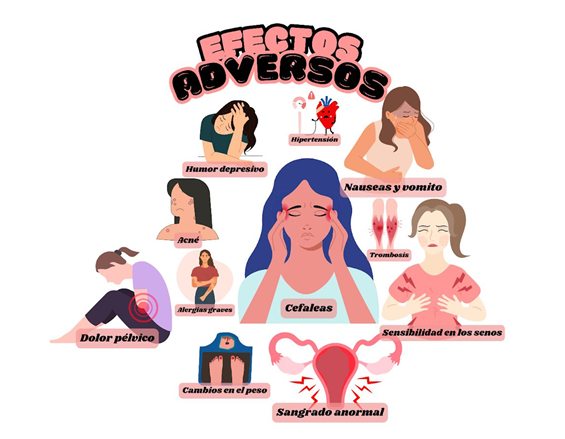
Efectos adversos del dienogest.

Los síntomas de una sobredosis pueden incluir náuseas, vómitos y sangrado vaginal. En casos graves, pueden manifestarse alteraciones hormonales y síntomas relacionados con la toxicidad general de los progestágenos, como mareos, dolores de cabeza intensos, fatiga extrema y cambios en el estado de ánimo. 
| Reacciones adversas a Dienogest |                                    |                                                                          |
| Sistema implicado               | Grupo CIOSM                        | Tipo de reacción                                                         |
| Sistema Nervioso.               | Frecuentes (≥1/100 a <1/10)        | Cefaleas.                                                                |
| Sistema Reproductivo.           | Frecuentes (≥1/100 a <1/10)        | Cambios en el patrón de sangrado, dolor pélvico, molestias en los senos. |
| Sistema Gastrointestinal.       | Frecuente (≥1/100 a <1/10)         | Náuseas y vómito.                                                        |
| Sistema Endocrino.              | Poco frecuente (≥1/1,000 a <1/100) | Cambios en el peso corporal. Disminución de la libio.                    |
| Sistema tegumentario.           | Poco frecuente (≥1/1,000 a <1/100) | Acné.                                                                    |
| Sistema Cardiovascular          | Raro (≥1/10,000 a <1/1,000)        | Hipertensión.                                                            |
| Sistema Inmunológico            | Muy Raros (<1/10,000)              | Reacciones alérgicas severas.                                            |
| Sistema Hematológico            | Muy Raros (<1/10,000)              | Trombosis.                                                               |

## Contraindicaciones
- Mujeres embarazadas o en periodo de lactancia
- Hipersensibilidad
- Trastorno tromboembólico venoso activo
- Presencia o antecedentes de enfermedad arterial y cardiovascular
- Diabetes mellitus con afectación vascular
- Presencia o antecedentes de enfermedad hepática grave

## Precauciones
- Se debe tener precaución en pacientes con antecedentes de trombosis venosa profunda, embolia pulmonar, infarto de miocardio o accidente cerebrovascular, ya que los progestágenos pueden aumentar el riesgo de eventos tromboembólicos.
- No se recomienda su uso en pacientes con enfermedades hepáticas graves, ya que el dienogest se metaboliza en el hígado y puede empeorar la función hepática.
- El dienogest puede afectar el estado de ánimo, por lo que se debe monitorear a los pacientes con antecedentes de depresión o trastornos del ánimo.
- Se debe investigar cualquier sangrado vaginal anormal antes de iniciar el tratamiento para descartar malignidad u otras condiciones subyacentes.
- El uso prolongado de dienogest puede reducir la densidad mineral ósea, especialmente en mujeres jóvenes, por lo que se debe evaluar el riesgo de osteoporosis.
- Pacientes con antecedentes de hipersensibilidad a dienogest o a cualquier componente de la formulación deben evitar su uso